# Α-Pinène
Pour les articles homonymes, voir Pinène.
L'α-pinène, α-PN, ou térébenthène est un monoterpène bicyclique.
Il a pour isomère le β-pinène. Il est connu pour ses propriétés antiseptiques. Il peut aussi être prescrit en cas d'hypersécrétion bronchique.
Il est présent dans de nombreuses plantes, comme la menthe, la lavande, la sauge et le gingembre où il joue un rôle dans leur communication. On le trouve dans l'essence de térébenthine et dans les huiles essentielles de prunier noir et de petit galanga.
Cette molécule réagit vivement avec le diiode. L'addition d'iode à la liaison double carbone-carbone entraîne un réarrangement du squelette carboné qui permet de diminuer la tension de cycle ; la réaction est exothermique et provoque la sublimation de l'iode. Cette réaction a été découverte par le vétérinaire James Herriot.
L'action d'un acide sur l'α-pinène produit l'α-terpinéol, constituant majoritaire de l'essence de pin et la molécule responsable de l'odeur du genièvre.
L'α-pinène a deux atomes de carbone asymétriques et n'a pas de plan de symétrie. Il est chiral et se présente donc sous la forme d'une paire d'énantiomères car les autres configurations sont bloquées par le pont.
L'α-pinène est un antioxydant, anti-inflammatoire, bronchodilatateur et anti-allergique.